# Sena Jurinac
Scènes principales
- 1942 : Théâtre national croate (Zagreb)
- 1945-1982 : Opéra d'État de Vienne
- 1947, 1950-1958, 1960 : Festival de Salzbourg
- 1949 : Festival de Glyndebourne
- 1955 : Festival international d'Édimbourg
- 1966 : Covent Garden, Londres
- au San Francisco Opera, à celui de Chicago
— jamais au Met de New York

Sena Jurinac (née Srebrenka Jurinac le 24 octobre 1921 à Travnik en Bosnie-Herzégovine, de mère viennoise et de père médecin dans l'armée croate, et morte le 22 novembre 2011) est une chanteuse autrichienne soprano.  Elle fut l'une des grandes sopranos du XXe siècle, avec  « 37 ans d'une carrière au sommet, quelque 1 200 représentations (dont 300 mozartiennes avec 131 Chérubin) et un carrousel de 46 rôles différents ».

## Biographie
Après sa formation, commencée en septembre 1939,  à Zagreb (Croatie), elle débute en mai 1942 au Théâtre national croate (Zagreb) dans le rôle de Mimi de La Bohème de Puccini. En 1944, elle est engagée par Karl Böhm à l'Opéra d'État de Vienne, dont elle reste membre jusqu'en 1982. Elle y jouera Chérubin à compter de 1946 (délai dû à la guerre).
Jurinac est connue pour ses interprétations des rôles travestis de Chérubin des Noces de Figaro et d'Octavian du Chevalier à la rose. C'était par exemple le cas lors de l'ouverture du nouveau Grand palais des festivals de Salzbourg, dirigé par Karajan et filmé en 1960. Elle a interprété d'autres grands rôles, notamment Marina dans Boris Godunov, la Tosca, Madame Butterfly, Jenůfa de Janáček, Elisabetta dans Don Carlos, Donna Anna dans Don Giovanni et Desdemone dans Otello de Verdi.
Elle a interprété une série de duos avec le ténor Peter Anders tel, par exemple, le duo d'amour dans Otello. Comme elle résidait à proximité d'Augsbourg, elle y a également souvent chanté dans le théâtre.
Elle fit ses adieux à la scène en novembre 1982 (à 61 ans) dans le rôle de La Maréchale du Chevalier à la rose et poursuivit une activité d'enseignement, tout en continuant à donner des récitals et des ateliers (se faisant conseillère, coach vocal — « sought-after singing coach ») en Europe et aux États-Unis. Elle a notamment fait travailler le ténor polonais Piotr Beczała.
Retirée dans le quartier Hainhofen de Neusäß, en Souabe, à l'ouest d'Augsbourg, elle y meurt à 90 ans, le 22 novembre 2011.

## Répertoire
Quarante-six rôles (en mille deux cents représentations), dont
- Mimi (La Bohème, Puccini) : 1942 sq
- La Comtesse, Freia, Isabella (Columbus, Werner Egk) : 1943-1944 (en première)
- Chérubin (Le nozze di Figaro, Mozart) : depuis 1946, 131 représentations
- Dorabella (Così fan tutte, Mozart) : 1947 sq
- Fiordiligi  (Così fan tutte, Mozart) : 1950-1957
- Ilia (Idomeneo, re di Creta, Mozart) : 1951 (enr.)
- Donna Anna (Don Giovanni, Mozart)
- Elvira (Don Giovanni, Mozart)
- Leonora (La forza del destino, Verdi) : 1955
- Desdemona (Otello, Verdi) : 1957-
- Madame Butterfly (Madame Butterfly, Puccini) : 1957-
- Marina (Boris Godounov, Moussorgski)
- Elisabetta (Don Carlos, Verdi), 1958
- Octavian (Der Rosenkavalier, Richard Strauss) : 1954 (enr.), 1960
- Tosca (Tosca, Puccini)
- Leonore (Fidelio, Beethoven)
- Marzelline (Fidelio, Beethoven)
- La Comtesse (Le nozze di Figaro, Mozart) : 1964
- Jenůfa (Jenůfa, Janáček) : 1964
- Le compositeur (Ariadne auf Naxos, Richard Strauss) Salzburg 1965
- Amelia (Un ballo in maschera, Verdi)
- Marie (Wozzeck, Berg)
- Senta (Le Vaisseau fantôme, Wagner)
- La Maréchale (Der Rosenkavalier, Richard Strauss) : 1966-1982

## Enregistrements
- Chérubin (Le nozze di Figaro Mozart) : 1950 - Karajan (studio)
- Ilia (Idomeneo, re di Creta Mozart) : 1957 - Pritchard (studio)
- Elisabetta (Don Carlo Verdi) : 1958 - Karajan (live Salzbourg)
- Octavian (Der Rosenkavalier Stauss): 1954 - Kleiber (studio)
- Octavian (Der Rosenkavalier Strauss) : 1960 - Karajan (film)
- Elisabeth (Tannhäuser Wagner) : 1967 - Sawallisch (live La Scala)
- Marie (Wozzeck Berg) : 1970 - Maderna (film)
- la Comtesse (Le nozze di Figaro Mozart) : 1955 - Gui (live Fest. Glyndebourne) / 1958 - Böhm (studio)
- Donna Elvira (Don Giovanni Mozart) : 1955 - Moralt (studio)
- Donna Anna (Don Giovanni Mozart) : 1959 - Fricsay (studio)